# Ninoxe d'Halmahera
Ninox hypogramma
Espèce
Synonymes
- Athene hypogramma G.R. Gray, 1861
(protonyme)

Statut de conservation UICN

 LC  : Préoccupation mineure
Statut CITES
La Ninoxe d'Halmahera (Ninox hypogramma) est une espèce d'oiseaux de la famille des Strigidae, autrefois considérée comme une sous-espèce de la Ninoxe des Moluques (N. squamipila).

## Répartition
Cette espèce peuple les trois îles des Moluques du Nord : Halmahera, Ternate et Bacan.